# Rutil

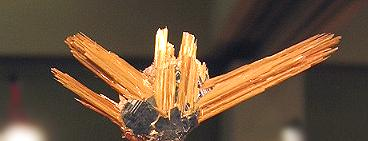
Rutiltűk hematiton.

A rutil (titán-dioxid) titántartalmú tetragonális kristályrendszerű ásvány, a III, Oxidok és hidroxidok ásványosztályon belül az egyszerű oxidok alosztály önálló rutilcsoportjának névadó tagja. Prizmás vagy tűs kristályokban előfordulnak szépen fejlett kristályai is. Gyakoriak az ikerkristályok, kvarcban tűs zárványként is megtalálható. A drágakövek közül a rubin gyakori szennyezője, selymes zárványokban jelentkezik, melyek csiszolt ékszerkövekben jellegzetes csillag alakot adnak. Neve a latin rutilus, pirosas, vöröses, vörhenyes szóból származik, azzal összefüggésben, hogy néhány példányán az áthatoló fényben a mélyvörös szín látszik.Az ilmenit mellett, fontos titánércásvány.

## Kémiai és fizikai tulajdonságai
- Képlete: TiO2
- Szimmetriája: a tetragonális rendszerben a főtengelyes szimmetriája a jellemző, de tükörszimmetriával is rendelkezik. .
- Sűrűsége: 4,2-4,3 g/cm³.
- Keménysége: 6,0–6,5 kemény ásvány (a Mohs-féle keménységi skála szerint).
- Hasadása: jól hasad a kristálylapok mentén
- Színe: sárga, barna, vörös; fekete változata a nigrin.
- Fénye: kristályai gyémántfényűek vagy félig fémesek.
- Átlátszósága: áttetsző, átlátszatlan.
- Pora:  fehér és barna között változik.
- Elméleti titántartalma:  60,0%.

## Keletkezése
Járulékos kőzetalkotó ásvány. Magmás keletkezése a gyakoribb, de metamorf kőzetekben gneiszben és palákban is kialakul. A kvarcban szennyezésként a tigrisszem nevű változatot adja.
Hasonló ásványok: ilmenit, kassziterit, volframit.

## Előfordulásai.

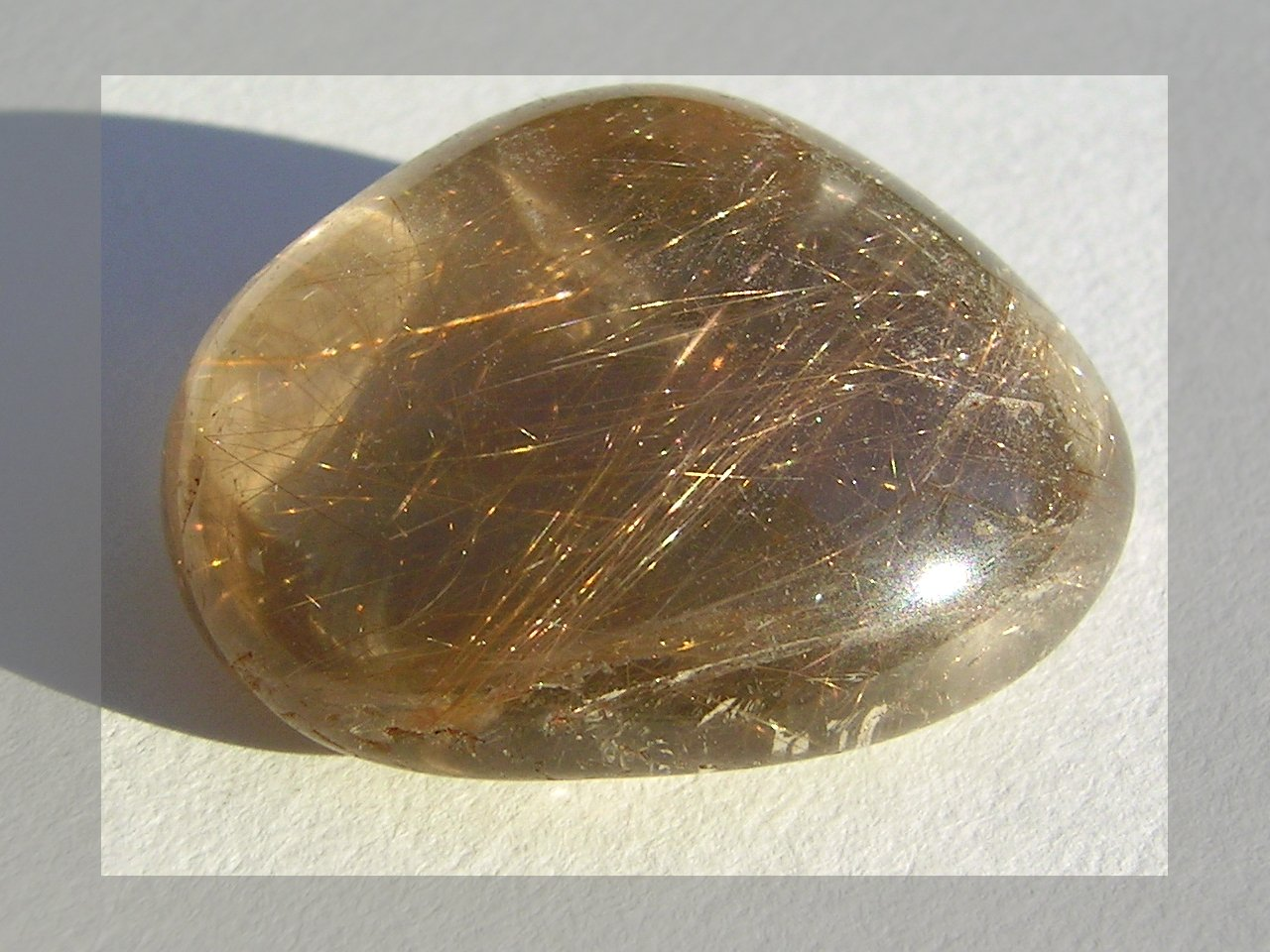
Rutilszálak kvarcban.

Viszonylag későn felismert ásvány, mert kohászata nehézkes. Svájcban az Alpok között több helyen megtalálható.
Szlovákiában Nagyrőce környékén, Norvégiában, az Amerikai Egyesült Államok területén Georgia és Virginia szövetségi államokban, Ausztráliában, Mexikóban és Brazíliában.

## Előfordulásai Magyarországon
Erdősmecske (Baranya vármegye) kőbányájában vöröses gránitban. A Velencei-hegységben gránit előfordulásokban több helyen található. Borsod-Abaúj-Zemplén vármegyében Legyesbénye területén apró tűs halmazokban lelhető meg. Cserépváralja közelében riolithoz kötődően, a Sopron környéki hegyekben metamorf palákban fordul elő.

## Kísérő ásványok
Kvarc, apatit, anatáz, titanit.